# Кала Либерото (Нуоро)
Кала Либерото је насеље у Италији у округу Нуоро, региону Сардинија.
Према процени из 2011. у насељу је живело 110 становника. Насеље се налази на надморској висини од 3 м.